# 靚女差館
《靚女差館》（英語：Cop Shop Babes）是一部2001年上映的香港電影。

## 劇情
本片是關於七位警花與男警員陳奕迅、林曉峰的搞笑故事
。

## 角色
| 演員   | 角色              |
| ------ | ----------------- |
| 陳奕迅 | 陳力生（生啤）    |
| 林曉峰 | 古沙文（沙爹）    |
| 劉嘉玲 | 雷小嫻（Madam雷） |
| 徐子淇 | 鬼妹              |
| 傅天穎 | 奀妹              |
| 韋苓   | 電王              |
| 李珊珊 | 王佩慈（PC）      |
| 何嘉莉 | 靚妹              |
| 苑瓊丹 | AV琼              |
| 王晶   | 咬人博士          |
| 張達明 | 蛋散              |
| 馬德鐘 | 華中華            |

## 外部連結
- 開眼電影網上《靚女差館》的資料（繁體中文）
- 香港影庫上《靚女差館》的資料（繁體中文）
- 时光网上《靚女差館》的資料（简体中文）
- 豆瓣电影上《靚女差館》的資料 （简体中文）
- 爛番茄上《靚女差館》的資料（英文）
- 互联网电影数据库（IMDb）上《靚女差館》的资料（英文）